# Kawa
Kawa (altägyptisch: Gempaaton) ist ein antikes religiöses Zentrum und eine Siedlung in Obernubien in Sudan, deren Blütezeit in früher kuschitischer Zeit lag. Die gesamte Besiedlungszeit wird grob für den Zeitraum 14. Jahrhundert v. Chr. bis 4. Jahrhundert n. Chr. angegeben.

## Geographische Lage
Die Ausgrabungsstätte liegt inmitten der Nubischen Wüste auf der östlichen Nilseite zwischen dem 3. und 4. Katarakt, am gegenüberliegenden Ufer und drei Kilometer südlich von Dongola. Der sandige Wüstenboden reicht an dieser Stelle bis an den Nil, der ansonsten in seinem Verlauf eine Flussoase bildet und die Bewässerung von fruchtbarem Ackerland ermöglicht.

## Geschichte
Der altägyptische Name von Kawa „Gempaaton“ („Gem-Aten“) weist darauf hin, dass der Ort schon unter Echnaton (Regentschaft um 1351–1334) gegründet wurde, der für seinen neuen Aton-Kult einen Tempel erbauen ließ. Alle Bauten des Glaubensreformers wurden kurz nach dessen Tod zerstört und die frühere Verehrung von Amun wurde wieder eingeführt. Die ältesten Reste in der Stadt sind ein kleiner, von Tutanchamun für Amun Ende des 14. Jahrhunderts gebauter Tempel (Tempel A).
Ein Friedhof der Kerma-Kultur aus der Zeit von 1750 bis 1550, etwas nordöstlich des Ortes, deutet jedoch an, dass sich hier eventuell schon eine ältere Siedlung befunden haben mag. Möglicherweise war das Gebiet während der gesamten Kerma-Periode (2500–1450) besiedelt.
Nach dem Ende des ägyptischen Neuen Reiches verliert der Ort um das 12. Jahrhundert v. Chr. allmählich an Bedeutung. Die Bautätigkeit begann wieder unter Schabaka (Regierungszeit um 716–702), der hier einen Anukis geweihten Schrein errichtete. Taharqa erneuerte und vergrößerte 684 bis 680 den Amuntempel (Tempel T). Von etwa dem 5. Jahrhundert v. Chr. bis zum 1. Jahrhundert n. Chr. wurden keine Besiedlungsspuren gefunden. Nach dem römischen Vormarsch 23 v. Chr. bis zur Hauptstadt Napata wurde Unternubien römische Provinz und erfuhr durch technische Erneuerungen einen wirtschaftlichen Aufschwung, Kawa verblieb jedoch als höchstens kleine Siedlung.

## Bedeutung

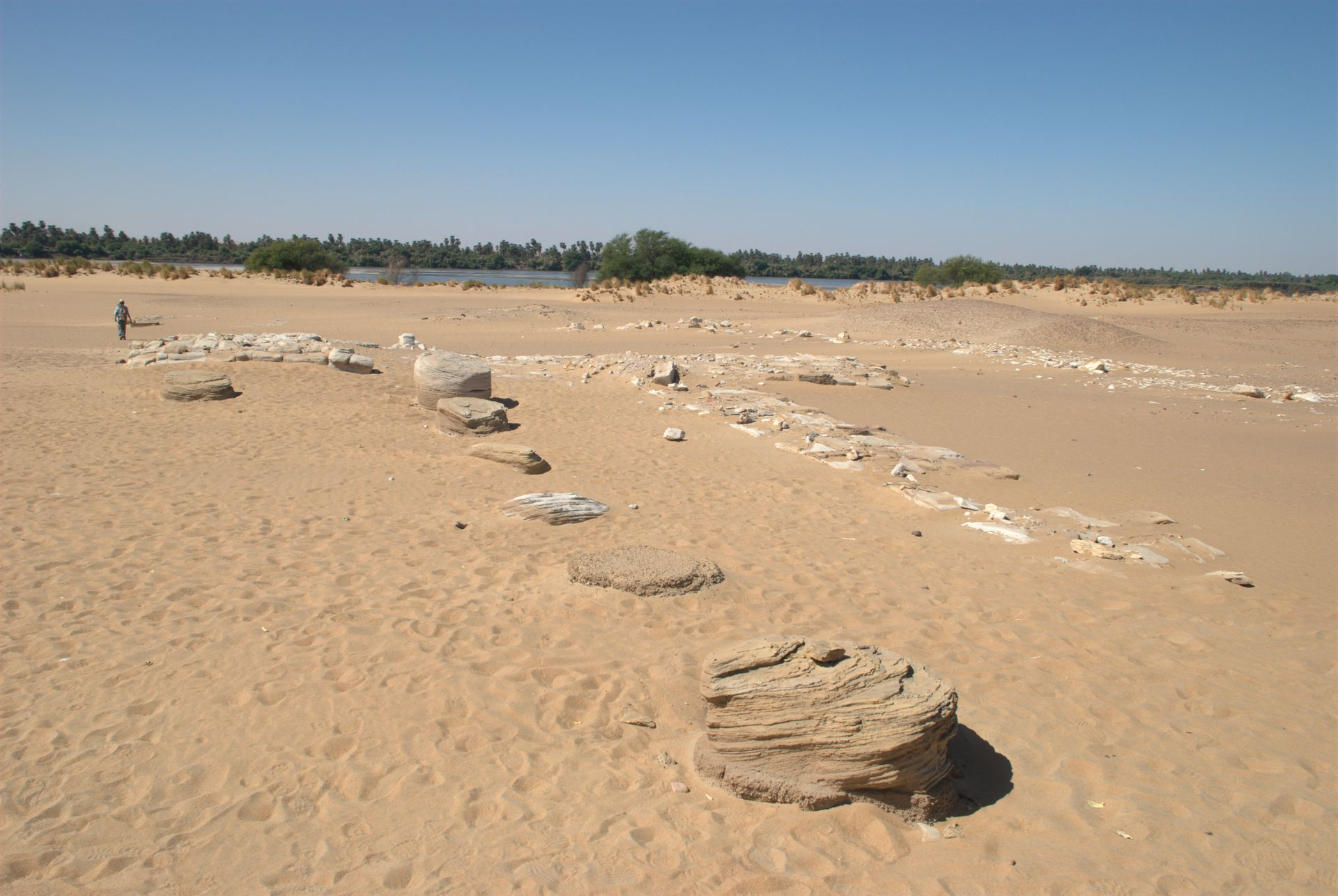
Amun-Tempel am Nil. Säulenreihe und Fundament der Außenwand

In der napatanischen Zeit (bevor sich der Schwerpunkt des kuschitischen Reiches nach Meroe verlagerte) wurde abgesehen von der Hauptstadt Napata in Kawa und Nuri am meisten gebaut. Hierzu passt auch eine archäobotanische Analyse von Pflanzenresten, von denen die meisten in das 8. bis 5. Jahrhundert v. Chr. datiert wurden.  Der Amun-Tempel war einer der größten kuschitischen Tempel und das Zentrum für die Königszeremonien, über die in langen königlichen Inschriften von Harsijotef, Nastasen und Arikamaninote berichtet wird. Nach der Krönung in Napata musste der König auf seiner Thronreise zu drei weiteren Tempelorten reisen, erste Station war Kawa. Es folgten der Amun-Tempel von Tabo  auf der Insel Argo und schließlich der Amun-Tempel von Sanam.
Das Steinfundament des Amun-Tempels war zur Zeit der Ausgrabung von allen Tempeln Taharqas am besten erhalten. Reliefs und gemalte Szenen am Tempel zeigen Taharqa, wie er siegreich seine Feinde zertrampelt. In Kawa wurden die wichtigsten Steleninschriften Taharqas entdeckt: Fünf Stelen zeigen seine Frömmigkeit, Taharqa berichtet über Ereignisse im fernen Ägypten, über seine Krönung und über sich als einen Gottkönig, dessen Vater Amun-Re von Karnak ist. Eine Stele erwähnt, wie er mit 20 Jahren, dem Beginn des Erwachsenenalters, von Nubien nach Ägypten zog. Mit der Ausgestaltung des Tempels wurden Künstler aus Memphis beschäftigt. Daher zeigen einige der Reliefs den Stil ägyptischer Grabtempel der Pharaonen der 5. und 6. Dynastie von Abusir und Sakkara. Auf der im Tempel gefundenen Darstellung des Amun-Re ist der Gott durch einen Widderkopf mit gedrehten Hörnern verkörpert. Vorbild war der ägyptische Gott des Nil Chnum, von welchem auch die Amun-Re begleitenden Göttinnen Satis und Anuket übernommen wurden. Der Tempel wurde noch in späterer Zeit weiter ausgeschmückt.

## Stadtbild

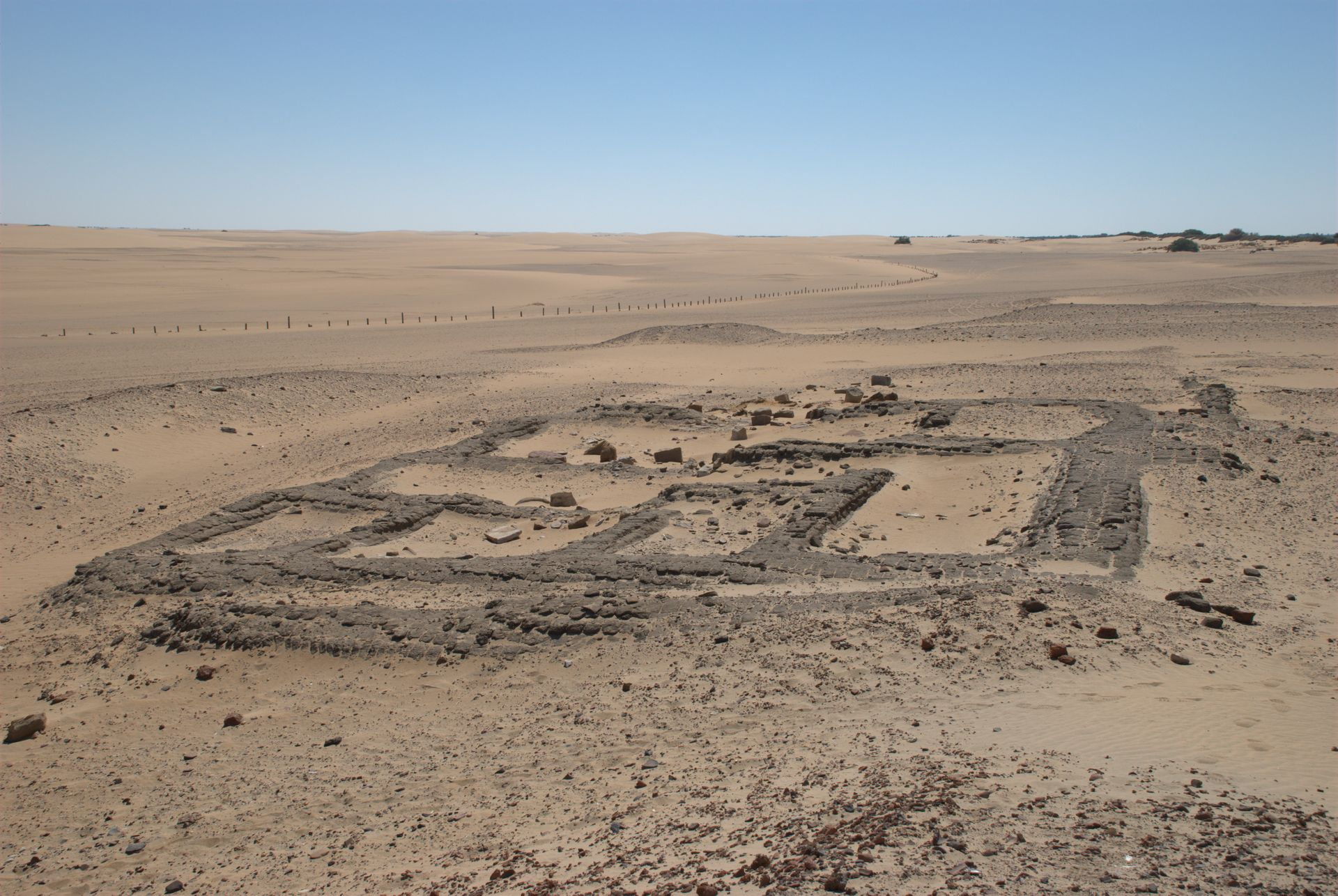
Lehmziegelgebäude in der Nähe des Amun-Tempels. Blickrichtung Süden

Das Siedlungsgebiet umfasste etwa 40 Hektar. Die über einen Meter dicken Wände des Amun-Tempels waren aus behauenen Steinen aufgeführt. Zum Haupteingang führte eine Prozessionsstraße. In der Nähe lagen der Östliche Palast und das Gebäude G 1: beides waren mehrräumige Tempel und ebenfalls Amun geweiht. G 1 war wie der Amun-Tempel zum Nil, der Östliche Palast war nach Süden orientiert. Am südlichen Stadtrand wurde im Gebäude A 1, das aus Lehmziegeln bestand und als Heiligtum beschrieben wird, auf einem Steinfußboden ein Altar ausgegraben, auf dem eine gemalte Inschrift von Taharqa angebracht war. 
Die Wohnhäuser bestanden aus ungebrannten Lehmziegeln und wurden geplündert vorgefunden. Etwa ein Kilometer nordöstlich der Stadt wurde ein Friedhof mit über 1000 Gräbern untersucht. Ein Teil davon waren Tumuli und Mastabas, deren Treppenabgänge bereits wieder durch Sandstürme aufgefüllt sind. Drei Kilometer südlich von Kawa liegt ein kleiner Friedhof aus meroitischer Zeit. Dort wurden auch mittelalterliche Topfscherben gefunden.

## Erforschung

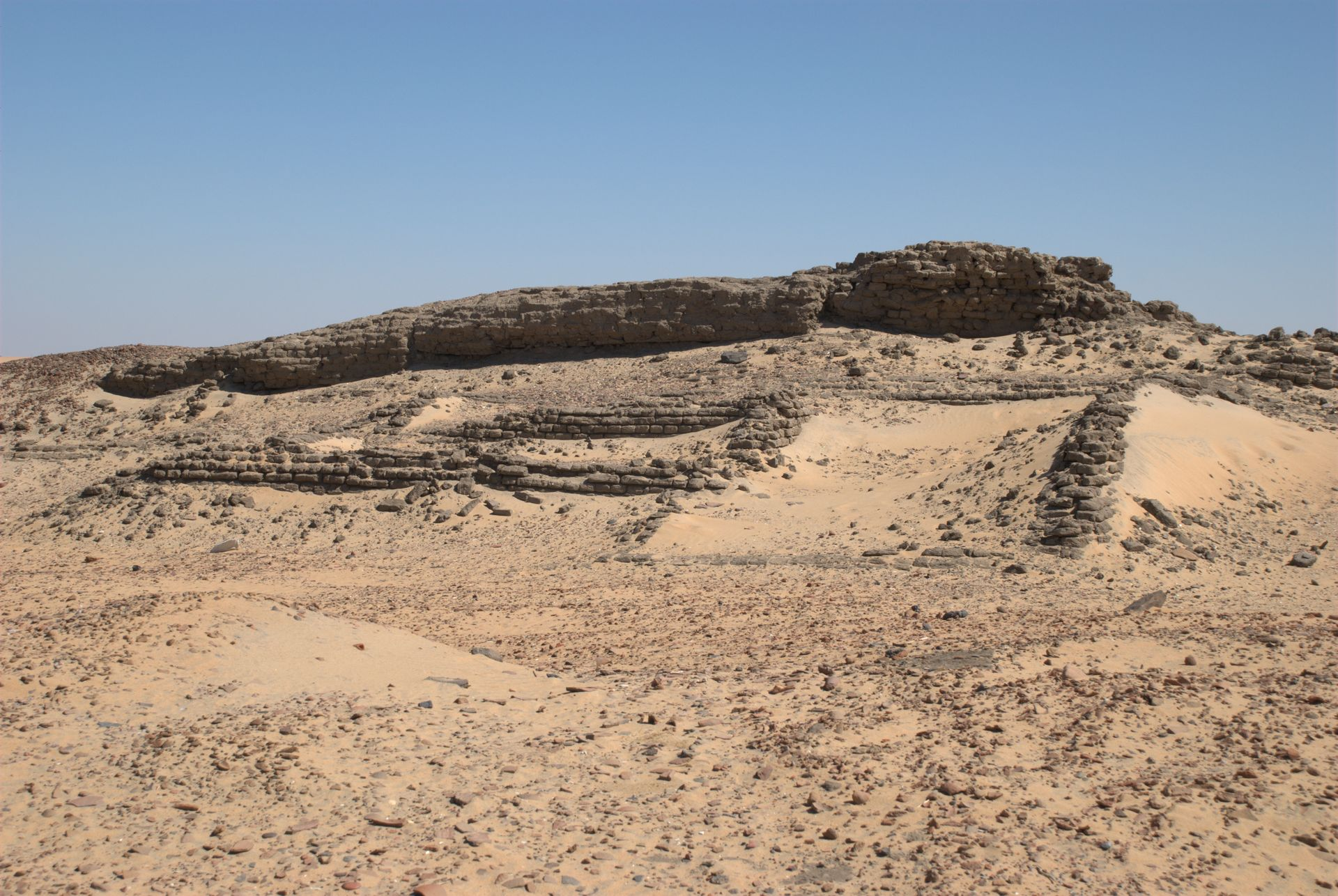
Lehmziegelmauern am höchsten Siedlungshügel. Der Boden ist mit Mauerresten und Topfscherben übersät

Die ersten Ausgrabungen führte 1929 bis 1931 Francis Llewellyn Griffith vom Oxford Excavation Committee durch, zwischen 1935 und 1938 gruben Walter Bryan Emery und Laurence Kirwan. Beide Teams beschränkten sich auf die Freilegung des Tempels und der Palastanlage, ohne die städtische Siedlung im Umkreis auszugraben. 1993 bis 1995 begann Derek A. Welsby für das Britische Museum mit der Oberflächenuntersuchung und teilweisen Freilegung der Wohnsiedlung (in den beiden Gebieten B und Z) und der Friedhöfe. Bei drei an der Oberfläche sichtbaren Lehmmauern fand er ein 6,6 × 4,3 Meter großes Rechteck, das er als Ziegelbrennofen identifizierte. Es ist eine unübliche Form, Brennöfen waren allgemein rund. 1997–1998 konnte Welsby als Leiter der Sudan Archaeological Research Society das Forschungsprogramm ausdehnen. Die Grabungen wurden um 2001 beendet. Durch die sommerlichen Stürme, die den weichen Sandboden aufwirbeln, sind die meisten ausgegrabenen Fundamente von Sand überweht.